# Municipio de Juan R. Escudero
El municipio de Juan R. Escudero es uno de los 85 municipios que conforman el estado de Guerrero, en el sur de México. Forma parte de la región Centro de dicha entidad y su cabecera es Tierra Colorada (la puerta de las dos costas).

## Toponimia
Este municipio es nombrado en honor al líder sindicalista obrero y estadista mexicano de ideología liberal-socialista Juan Ranulfo Escudero Reguera, originario de Acapulco.

## Historia
Se desconoce quiénes fueron los primeros pobladores de la región que ocupa hoy este municipio, pero se toma como referencia que en el año de 1848 Tierra Colorada era el nombre de una hacienda de don Juan N. Álvarez.
Posteriormente, en el año de 1854, don Juan N. Álvarez decidió repartir parte de sus tierras para que sus trabajadores construyeran sus casas, siendo los fundadores algunas familias de apellido Rosas, Bello, Miranda, Jiménez, De la Cruz, Suastegui, Arellano y Vela entre otros. Así quedó integrada la cuadrilla denominada Tierra Colorada.
Mediante Decreto 11, del 18 de mayo de 1923, siendo gobernador del Estado Rodolfo Neri, dejó de ser cuadrilla para erigirse en pueblo, perteneciente al municipio de Chilpancingo de los Bravo, El primer comisario fue Adrián Leyva Castañón y su suplente fue Fabián Cruz Anzures.
El 24 de diciembre de 1951, mediante decreto número 44, siendo gobernador del estado don Alejandro Gómez Maganda; se creó el municipio con el nombre de Juan R. Escudero, Como consecuencia de la nueva regionalización, la jurisdicción quedó formada por algunos pueblos de los siguientes municipios: Chilpancingo, San Marcos, Tecoanapa, Acapulco y Mochitlán. Se designó a Tierra Colorada como cabecera municipal; En su fundación se le asignó al municipio una superficie territorial de 652.6 hectáreas.
El 18 de enero de 1952 se integró consejo municipal de Juan R. Escudero, nombrado como Presidente a Don Antonio Vela Leyva, reconocido comerciante de Tierra Colorada, otros integrantes fueron: Aarón Sonora, Saulo Ramírez (diputado local que promovió la creación del municipio), Rafael Cienfuegos, Fabián Cruz y Simón Herrera; el 13 de octubre del mismo año inicia la construcción del palacio municipal.
En el año de 1953 se nombra como primer presidente municipal constitucional a Don Pedro Adame Luna, quien terminó su periodo en el año de 1955.

### Cronología de hechos históricos
27 de mayo de 1815: Se estableció el coronel carrancista Martín Vicario en Tierra Colorada, para apoyar a la guarnición de Dos Caminos y evitar el avance de los rebeldes.
>>>>>>>>>>>>>>>>>>>>*<<<<<<<<<<<<<<<<<<<<<<<
03 de agosto de 1913: El general zapatista Andrés Carreto atacó en Tierra Colorada a las fuerzas de Martín Vicario, causándole grandes bajas, y apoderándose de armamento y pertrechos.
>>>>>>>>>>>>>>>>>>>>*<<<<<<<<<<<<<<<<<<<<<<<
07 de enero de 1914: Las tropas revolucionarias de Julián Blanco y sus hijos Teodoro, Bonifacio, Florentino y Marciano atacaron en las inmediaciones de Tierra Colorada al gobiernista Silvestre G. Mariscal, sin conseguir el objetivo de apoderarse del lugar. Blanco huyó hacia Garrapatas y, después, hacia Dos Caminos

>>>>>>>>>>>>>>>>>>>>*<<<<<<<<<<<<<<<<<<<<<<<

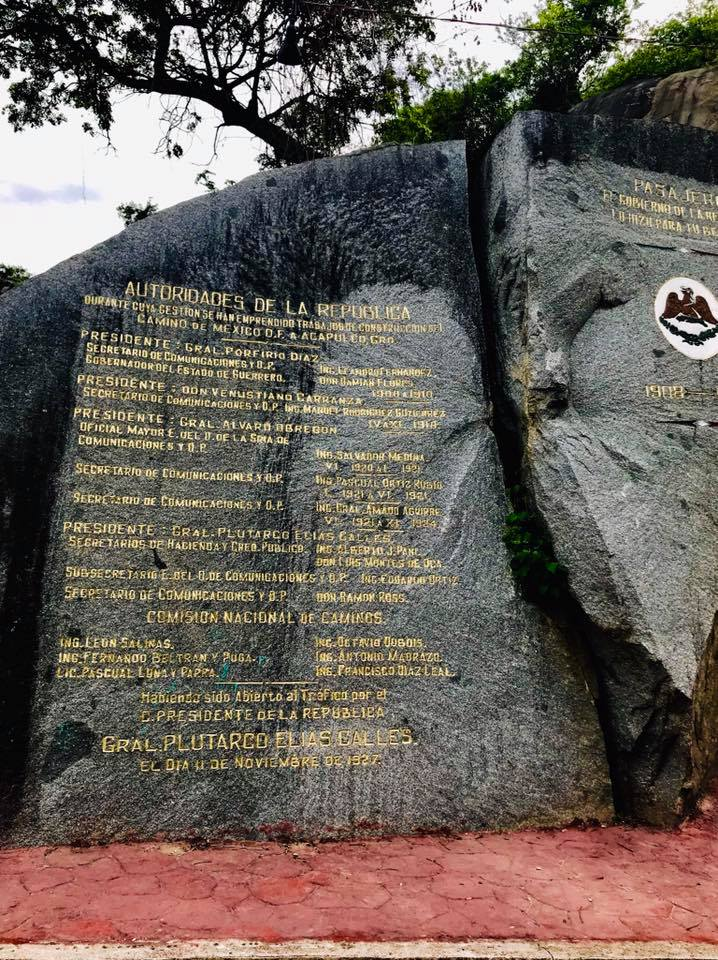

11 de noviembre de 1927: El Presidente de la República Plutarco Elías Calles desde su Residencia Oficial del Castillo de Chapultepec, hizo explotar con dinamita a través de un hilo telegráfico de más de 300 km, una última piedra que obstaculizaba la construcción de la antigua carretera México-Acapulco en el kilómetro 402 cerca de la población de Xaltianguis, municipio de Acapulco, donde actualmente se encuentra la comunidad de Garrapatas, municipio de Juan R. Escudero. en presencia del entonces presidente municipal de Acapulco Manuel López López, el gobernador de Guerrero Héctor F. López, así como altos funcionarios y civiles.
Doce automóviles en dirección a Acapulco esperaron el acto ceremonial, así como la remoción de escombros, para finalmente poder entrar al Puerto ese mismo día en medio de cohetes, música y júbilos de los lugareños, siendo los primeros vehículos modernos que pisaron suelo de dicho puerto. Fue hasta 1931 que la carretera México-Acapulco quedó completamente terminada.
>>>>>>>>>>>>>>>>>>>>*<<<<<<<<<<<<<<<<<<<<<<<
1960: Al final de este año el pueblo inconforme por las acciones del gobernador Raúl Caballero Aburto, tomó el palacio municipal y desarmó a la policía.
>>>>>>>>>>>>>>>>>>>>*<<<<<<<<<<<<<<<<<<<<<<<
11 de julio de 2003: Se publica en el Periódico Oficial del Estado de Guerrero n.º 55 el decreto número. 65, mediante el cual se segrega del municipio de San Marcos, Guerrero, la localidad de Chacalapa de Bravos, para anexarse al municipio de Juan R. Escudero, siendo presidente municipal el Ing. Arq. Ismael Pablo Ávila Ramírez y gobernador constitucional del Estado el Lic. René Juárez Cisneros
:

## Política y gobierno
El municipio de Juan R. Escudero, ha sido gobernado a la fecha por 25 presidentes municipales, los cuales se muestran cronológicamente:
| Período   | Presidente municipal               |
| 1953-1955 | Pedro Adame Luna                   |
| 1955-1958 | Simón Herrera                      |
| 1958-1961 | Silvestre L. Adame                 |
| 1961-1964 | Lucio Adame Flores                 |
| 1964      | Gilberto Bello Jiménez             |
| 1964-1965 | Norberto Rivera García             |
| 1965-1968 | Juvencio Espíritu Ramírez          |
| 1968-1971 | Efraín Sánchez Vela                |
| 1971-1974 | Andrés Morales Santiago            |
| 1974-1977 | Celestino Vela García              |
| 1977-1980 | Margarita Camacho Flores           |
| 1980-1983 | Jesús Adame Jiménez                |
| 1983-1986 | Rogelio Álvarez González           |
| 1986-1990 | Arquímedes Meza García             |
| 1990-1993 | Marcelino Arizmendi Flores         |
| 1993-1996 | Alejandro Sánchez Rodríguez        |
| 1996-1999 | José Jacobo Valle                  |
| 1999-2002 | Antelmo Bello Hernández            |
| 2002-2005 | Ismael Pablo Ávila Ramírez         |
| 2005-2008 | Héctor Vela Carbajal               |
| 2008-2012 | Porfirio Leyva Muñoz               |
| 2012-2015 | Elizabeth Gutiérrez Paz            |
| 2015-2018 | Leonel Leyva Muñoz                 |
| 2018-2021 | Delfino Terrones Ramírez           |
| 2021-2024 | Diana Carolina Costilla Villanueva |

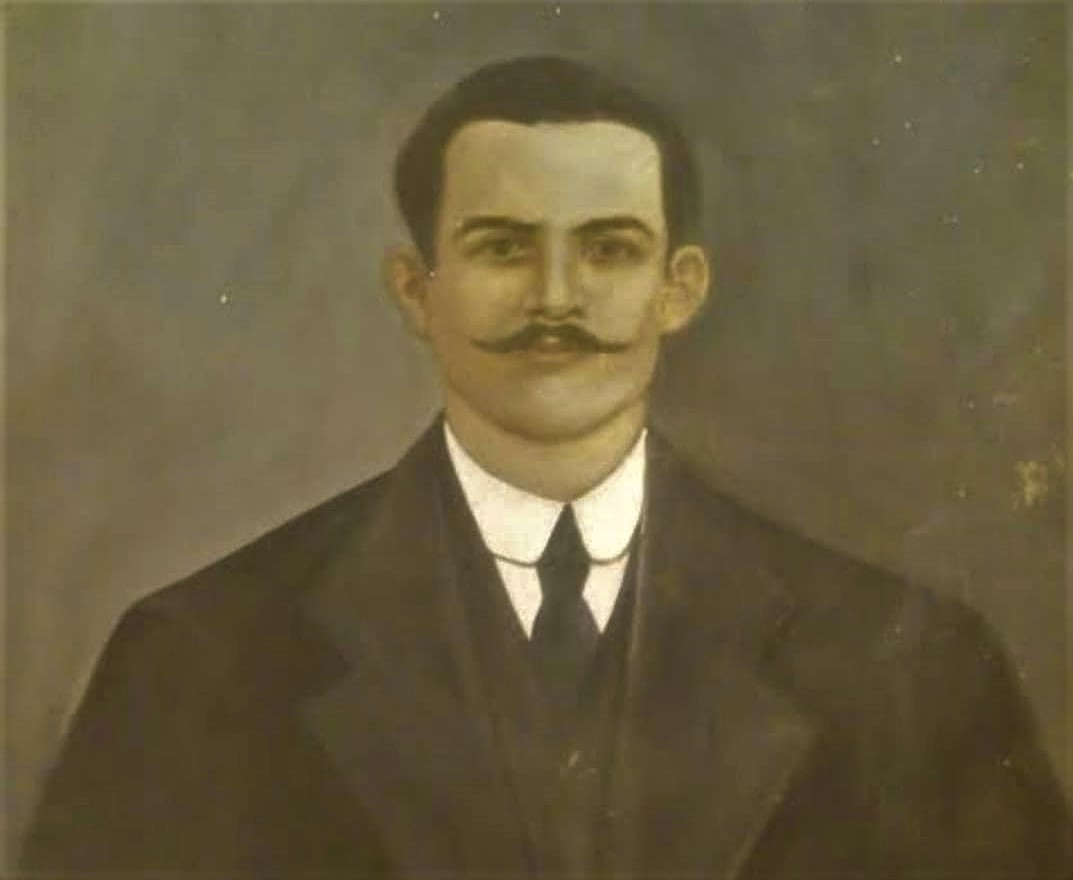
Pintura del autorretrato de Juan R. Escudero, ubicado en el interior del H. Ayuntamiento Municipal

El ayuntamiento municipal a partir del año 2021 está integrado por: 1 presidente (a), 1 síndico (a) procurador (a) y 8 regidores (as).
Actualmente es gobernado por los candidatos (as) postulados (as) por el Partido Revolucionario Institucional (PRI)

## Escudo municipal

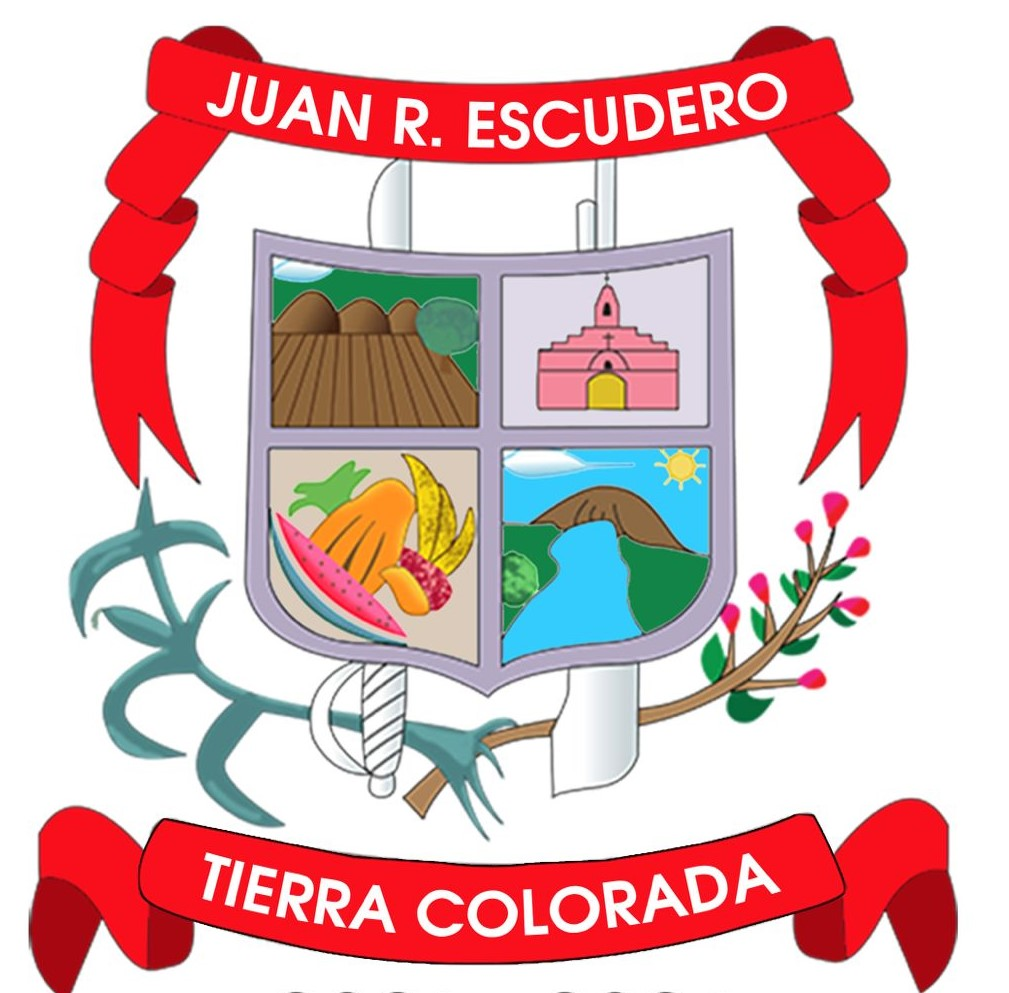

El Escudo del Municipio de Juan R.  Escudero, Guerrero se describe de la siguiente forma: un listón de color rojo en la parte superior que se extiende de extremo a extremo hasta la parte media del escudo, en la cual tiene escrito en letras color blanco la frase “Juan R. Escudero”, haciendo referencia al nombre del municipio; en el centro sobre un fondo blanco, se encuentran las siluetas en color gris de un sable y un fusil, sobre de las cuales se observa la silueta de un escudo gris que ocupa la mayor parte, sobre este se aprecian cuatro cuadros que contienen en su interior: cuadro superior izquierdo el campo, cuadro superior derecho una iglesia, cuadro inferior izquierdo frutas y cuadro inferior derecho un paisaje montañoso con un río al pie; en la parte inferior, rodeando el escudo, se encuentra una rama con flores de Jamaica y una milpa de maíz, justo por debajo del escudo se muestra otro listón de color rojo en la cual tiene escrito en letras color blanco la frase “Tierra Colorada", haciendo referencia a la cabecera municipal, ya que el municipio así es comúnmente identificado.
En su conjunto, el escudo simboliza  los orígenes del Municipio, así como también las actividades más representativas de los pobladores; las armas representan la lucha social de quien dio el nombre al Municipio;  el campo y sus surcos significan la actividad agrícola de mayor ocupación; la iglesia simboliza la religión católica, que es la de mayor ascendencia entre los pobladores, las frutas simbolizan la gran variedad que se da en esta región de clima tropical; el paisaje montañoso con un río al pie, es el panorama que se observa en la mayor parte del Municipio; el maíz y la Jamaica son símbolos  campesinos de los labradores de estas tierras con laderas y montañas;  los listones que lo rodean son muestra de orgullo y triunfo por la creación de este pintoresco Municipio.
Cabe mencionar que cada cambio de administración municipal, realiza adecuaciones de identidad, principalmente en cuestión de color.

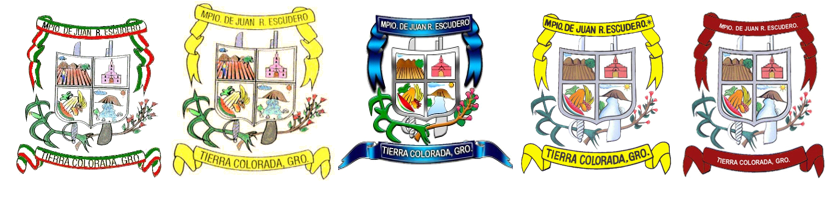

## Geografía

### Localización y extensión
El municipio de Juan R. Escudero se ubica en la porción centro sur del estado de Guerrero, en la vertiente interior de la Sierra Madre del Sur. Posee una superficie territorial total de 652.60 km², que a modo porcentual equivale a un 1.02% respecto a la superficie total de la entidad, y tiene las colindancias siguientes: 
·       Al Norte, con los Municipios de Mochitlán y Chilpancingo de los Bravo; 
·       Al Este, con los Municipios de Tecoanapa; y Quechultenango
·       Al Sur, con los Municipios de San Marcos; y Tecoanapa
·       Al Oeste, con el Municipio de Acapulco de Juárez.  

## Demografía

### Localidades

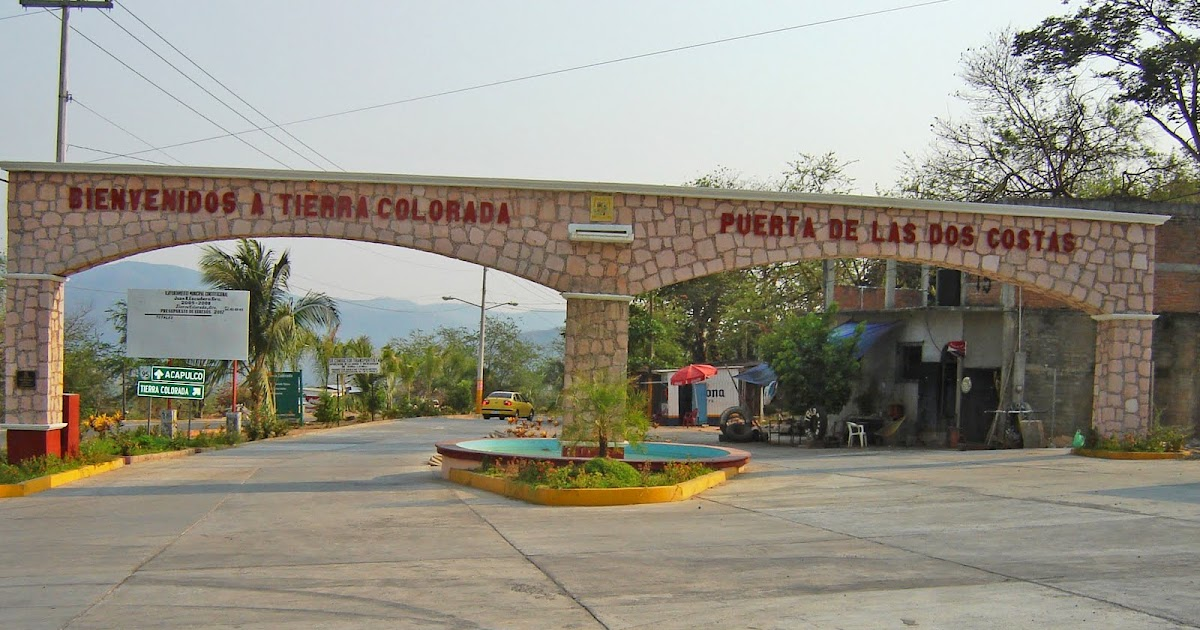
Entrada a Tierra Colorada.

En el censo de 2020 el municipio de Juan R. Escudero contaba con 32 localidades.
| Código INEGI    | Localidad                 | Población (2020) |
| --------------- | ------------------------- | ---------------- |
| 120390001       | Tierra Colorada           | 12 262           |
| 120390005       | La Palma                  | 1 694            |
| 120390045       | San Juan del Reparo Sur   | 1 126            |
| 120390014       | El Terrero                | 1 099            |
| 120390044       | San Juan del Reparo Norte | 1 056            |
| 120390006       | Palo Gordo                | 946              |
| 120390056       | Chacalapa de Bravos       | 927              |
| 120390015       | Tlayolapa                 | 908              |
| 120390002       | Garrapatas                | 777              |
| 120390010       | San José del Puente       | 772              |
| 120390009       | El Potrero Oriental       | 678              |
| 120390012       | El Tabacal                | 588              |
| 120390004       | Omitlán                   | 581              |
| 120390003       | Michapa                   | 449              |
| 120390016       | Villa Guerrero            | 358              |
| 120390019       | Plan de Lima              | 327              |
| 120390017       | El Zapote                 | 294              |
| 120390008       | Las Piñas                 | 231              |
| 120390007       | Papagayo                  | 193              |
| 120390023       | Tlalchocohuite            | 181              |
| 120390013       | El Tepehuaje              | 176              |
| 120390030       | La Ladrillera             | 151              |
| 120390062       | Nuevo Omitlán             | 103              |
| 120390033       | El Tepehuaje Dos          | 74               |
| 120390043       | El Palacio                | 44               |
| 120390026       | Amatlán                   | 40               |
| 120390046       | La Miel Pura              | 22               |
| 120390040       | El Amate                  | 16               |
| 120390060       | Las Juntas                | 8                |
| 120390020       | Zihuazaloya               | 6                |
| 120390042       | La Caseta                 | 4                |
| 120390036       | Ojo de Agua               | 2                |
| Total municipal | Total municipal           | 26 093           |

## Recursos Naturales
El municipio de Juan R. Escudero cuenta con una diversidad de recursos naturales, siendo los principales su flora y su fauna que es muy variada, sus suelos son aptos para el desarrollo de la agricultura, la silvicultura y la ganadería, también cuenta con caudalosos ríos, arroyos y barrancas ideales para la pesca y el desarrollo turístico, la presa hidroeléctrica “Gral. Ambrosio Figueroa” (La Venta) proporciona energía eléctrica al estado, así mismo cuenta con yacimientos mineros (piedra mármol, granito y mica) y de  material para construcción (arena, grava y piedra laja).

### Hidrografía

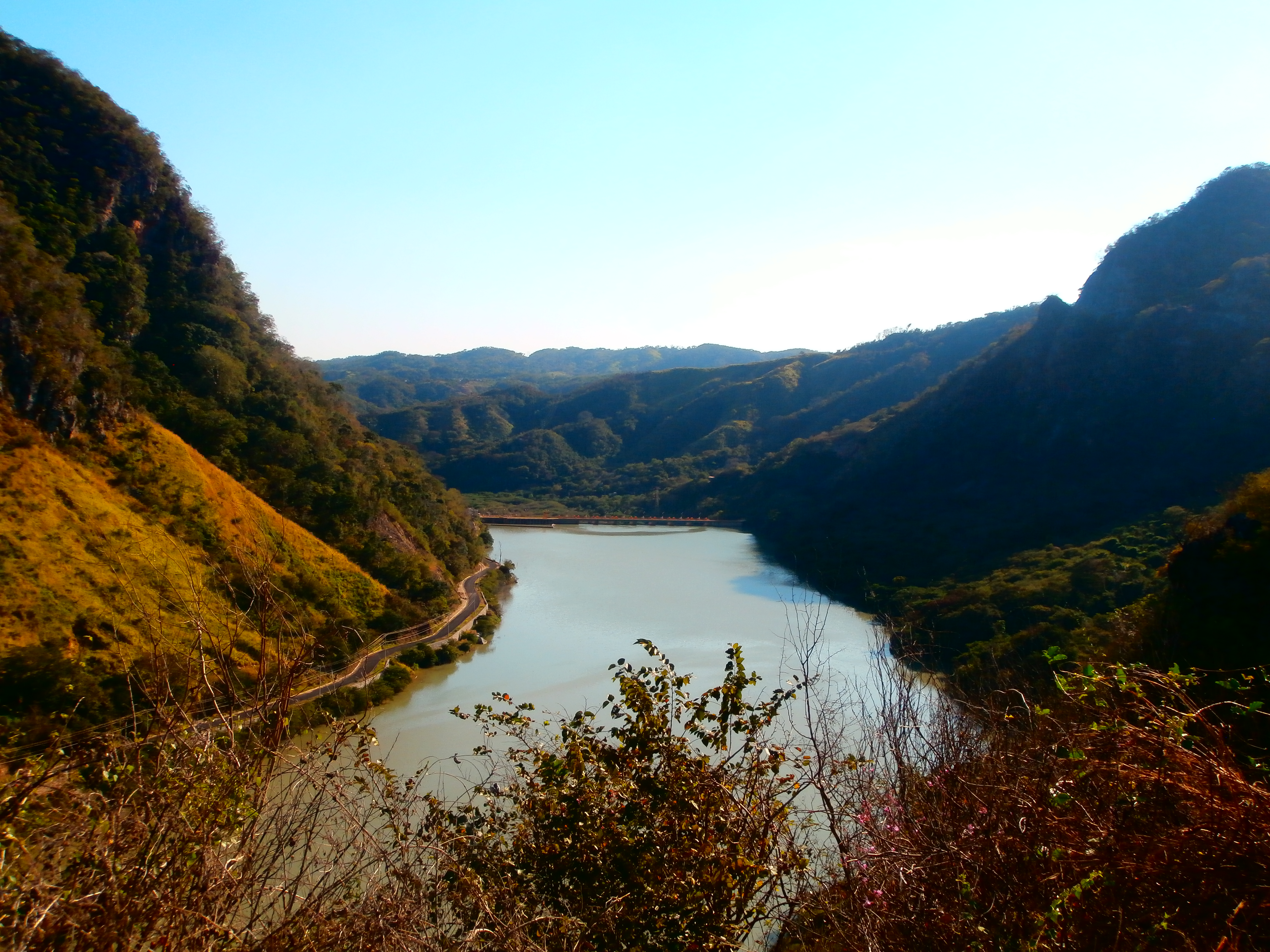
Central hidroeléctrica La Venta en el municipio de Juan R. Escudero.

Los recursos hidrológicos están compuestos por los ríos Omitlán y Papagayo, además de arroyos de caudal permanente como el Hueyapan y Chapolapa, y barrancas como Zintlanapa, Tepehuaje, Zapotal y Apanlázaro
En la confluencia de los ríos Papagayo y Omitlán, se encuentra la presa hidroeléctrica “Gral. Ambrosio Figueroa” (La Venta) que proporciona energía eléctrica al estado. 

### Orografía
Se presentan tres tipos de relieve:
Zonas accidentadas, que tienen el 30 por ciento de la superficie, localizadas al sur y en el centro del municipio; las alturas que alcanzan son de 1,000 a 1,250 metros sobre el nivel del mar, destacando los cerros del Monte Gordo, Tepantepec, El Macho y Cueva del Diablo. 
Las zonas planas abarcan el 30 por ciento de la superficie se ubican al sur del municipio y en los alrededores de las principales localidades.
Las zonas semiplanas cubren el 40 por ciento y se localizan al noroeste y centro del municipio. 

### Uso de Suelo
El municipio de Juan R. Escudero cuenta con el tipo de suelo chernozem o negro de color café rojizo y amarillo bosque, este suelo tiene una consistencia agrícola con alto grado de materia orgánica.
La superficie destinada a la agricultura representa el 10.97 por ciento de la superficie total del municipio. La superficie destinada para el uso pecuario es de 40 hectáreas que son en su mayoría de pastos naturales. 

### Clima
Presenta el tipo de clima subhúmedo-cálido, con una temperatura promedio anual de 32 °C, enero se contempla como el mes más frío y mayo el más caluroso con una oscilación térmica menor de 5 °C.
Este clima es considerado como el más húmedo de los cálido - subhúmedo. La temporada de lluvias es en verano; se tiene una precipitación media anual de 1,400 milímetros; septiembre es el mes más lluvioso. La dirección del viento casi todo el año es de sur a norte.

### Flora
Predomina en la flora la selva baja caducifolia, la cual tiene la característica de que los árboles tienen alturas menores a 15 metros, son de troncos cortos, robustos y torcidos, con hojas lineales y en épocas de estiaje tiran sus hojas, son comunes:
Árboles maderables: Pochote, cazaguate, tepehuaje, roble, espinos, parota, ceiba, palo morado, amate, caoba, etc.
Árboles frutales: Mango, limón, almendro, palma de coco, tamarindo, guamúchil, nanche, ilama, ciruela, marañona, guanábana, guayabo, guaje, maracuyá, plátano etc.
Plantas y arbustos: Jamaica, pápalo quelite, pipiza, maíz, frijol, calabaza, sandía, soyamiche, camote de vela, chile mirasol, hierba santa, cempasúchil, etc.

### Fauna
La fauna está compuesta por diferentes especies entre las que se pueden mencionar:
Insectos: Avispas, abejas, chicharra, comején, cochinilla, alacrán, mariposas, libélulas, jején y zancudo.
Reptiles: Boa común (mazacuata), serpientes (coralillo, chirrionera, tilcuate) manquesca, lagartijas, iguana y tortuga.
Aves: Aguililla, urraca copetona, búho, calandria, carpintero, codorniz, colibrí o chupamirto, cotorra, perico verde, chachalaca, garza blanca, gavilán, golondrina, gorrión, paloma, primavera, cucucha, tortolita, tordo, zanate, y zopilote.
Mamíferos: Ardilla, armadillo, conejo, coyote, gato montés, jabalí, jaguar, mapache, oso hormiguero, onza, puerco espín, puma, tejón, tigrillo, tlacuache, tuza, zorra, zorrillo, nutria.
Peces y Crustáceos: Bagre, carpa, charal, mojarra, trucha, tilapia, camarón, jaiba de río y langostino.

## Atractivos Turísticos
El municipio de Juan R. Escudero cuenta con sitios naturales para visitar como son: El río Omitlan y el río Papagayo, donde se puede disfrutar de un relajante baño y deleitarse con sus exquisitos platillos en las enramadas, además de la práctica de deportes de aventura como el kayak y el rápel; y admirar los paisajes del cañón de La Venta con sus paredes verticales de roca caliza en colores rojizos, en el cual se puede avistar la unión de estos caudalosos ríos (Omitlán y Papagayo) que en conjunto forman la presa hidroeléctrica “Gral. Ambrosio Figueroa” (La Venta).
Sobre el cauce del río Hueyapan se encuentra la poza “La Pinta” con su singular cascada, balneario emblemático de Tierra Colorada.
También el municipio de Juan R. Escudero cuenta con hermosas cascadas como: Tepehuaje, El zapotal y Apanlázaro.
En el ámbito culinario en la comunidad de Plan de Lima se encuentra un Parador Gastronómico con sus deliciosos pollos y codornices al carbón con un sabor único y el rico caldo de langostino en Omitlan y Papagayo.

## Gastronomía

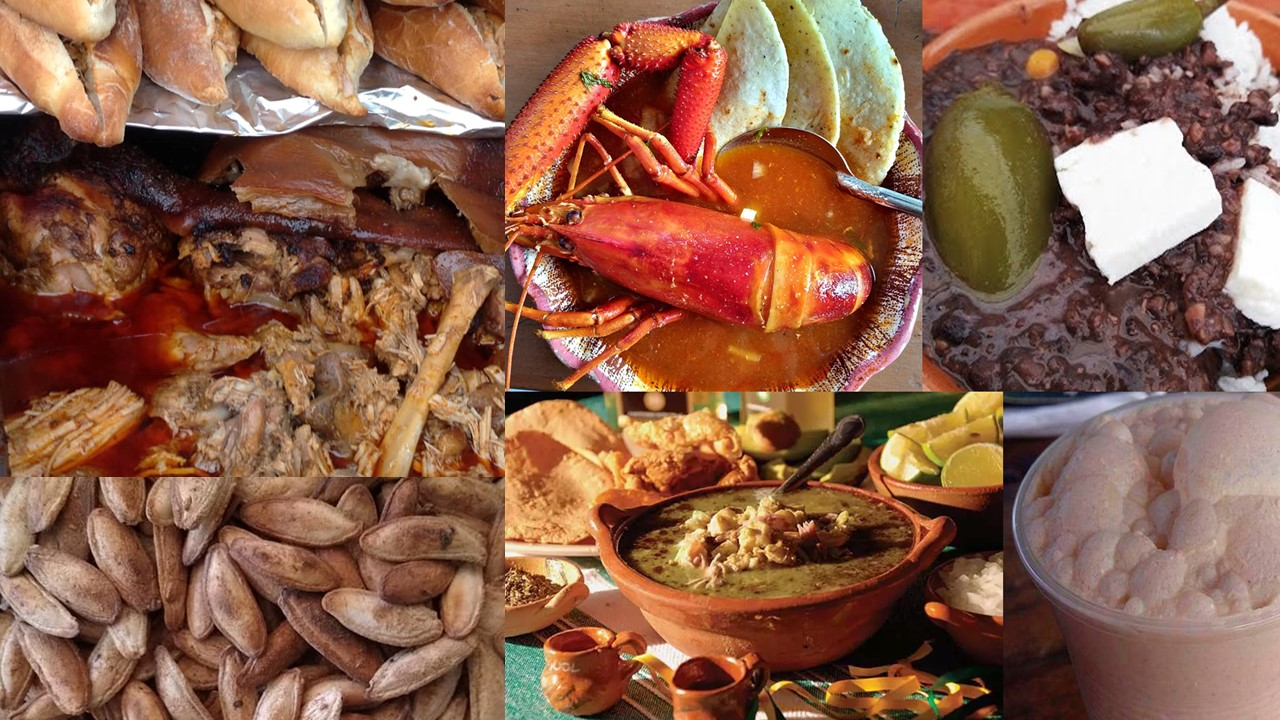

El municipio de Juan R. Escudero ofrece una diversidad de platillos culinarios como: Mole pipián verde, morisqueta (arroz con frijol), pollo y codorniz al carbón estilo Plan de Lima, camarones en diferentes preparaciones, aporeadillo, bolillo relleno de picadillo de puerco, quesadillas de flor de calabaza, mojarra frita en diferentes variedades, entomatado de puerco, cecina enchilada y chorizo con un sabor singular, tacos de arroz con huevo, tamales de arroz con chile rojo, tamales de puerco o pollo envueltos en hoja de plátano, tamales de picadillo envueltos en hoja de totomozcle, mixiotes, birria de chivo etc.; sin dejar de mencionar el jueves pozolero con el rico pozole blanco y verde y en temporada el pozole de camagua y el elopozole, también las tradicionales enchiladas de la parada “enchiladas bañadas, por fuera queso, por dentro nada”, y comidas exóticas como el caldo de langostino, caldo o mole de iguana, adobo de conejo o armadillo y cecina de venado o jabalí.
Botanas, dulces y complementos: Semillas de calabaza doradas, camote hervido o endulzado, papaya caramelizada, conserva de frutas de la región (mango, plátano, ciruela, cocoyol) con piloncillo, enpanochada de requesón, torrejas, cocadas, pulpa de tamarindo, calabaza con piloncillo y leche, queso fresco y prensado, requesón, tamales dulces (herido y choco), tamal de elote, leche mennana, esquites, elote hervido o asado, manjar, arroz con leche, etc.
Bebidas: Chilate, agua o jugo de coco, atole blanco o champurrado, mezcal natural o de sabor, agua de frutas regionales (mango, tamarindo, jamaica, papaya, guanábana), etc. 

## Religión
Según el censo general de población y vivienda, INEGI, 2020, registró un 88% de habitantes católicos, mientras que un 11% profesan otra religión y un 1% no están adoctrinados; Se tienen registrados en el municipio diferentes cultos religiosos como son: 
- Católica Romana
- Católica Cismática
- Testigos de Jehová
- Cristiana Evangélica (diferentes doctrinas)
- Luz del Mundo
- Sabatista

## Cultura
El municipio de Juan R. Escudero tiene su arraigo cultural en las regiones Centro y Costa Chica del Estado de Guerrero, compartiendo sus danzas y bailes, acompañados del son de la guitarra o la música de viento de la chilena costeña.

Danza de "Las Mojigangas"
Tiene sus orígenes en las farsas europeas asociadas generalmente a las actividades carnavalescas; En el Estado de Guerrero principalmente en la costa chica, se adoptó como propia creando adaptaciones a las condiciones y tradiciones de la región; Las mojigangas guerrerenses, representan a personajes femeninos burlescos y extravagantes, con máscaras caricaturescas, trajes típicos o coloridos, interpretados principalmente por hombres, bailando libremente al son de la música de viento.
En el municipio de Juan R. Escudero se baila en las festividades religiosas y culturales;  En la cabecera municipal y localidades de la zona centro rural, las mojigangas se pasean por todo el pueblo una semana antes, para ser exactos el día domingo, anunciando el inicio de las festividades de cada colonia, acompañada del estruendo de los cohetes y el retumbar de la música de viento (chile frito), las colonias vecinas las reciben con algarabía y fandango, estrechando los lazos de convivencia y apoyo.

Danza de “Los Diablos Rojos” (Charracachinchis)

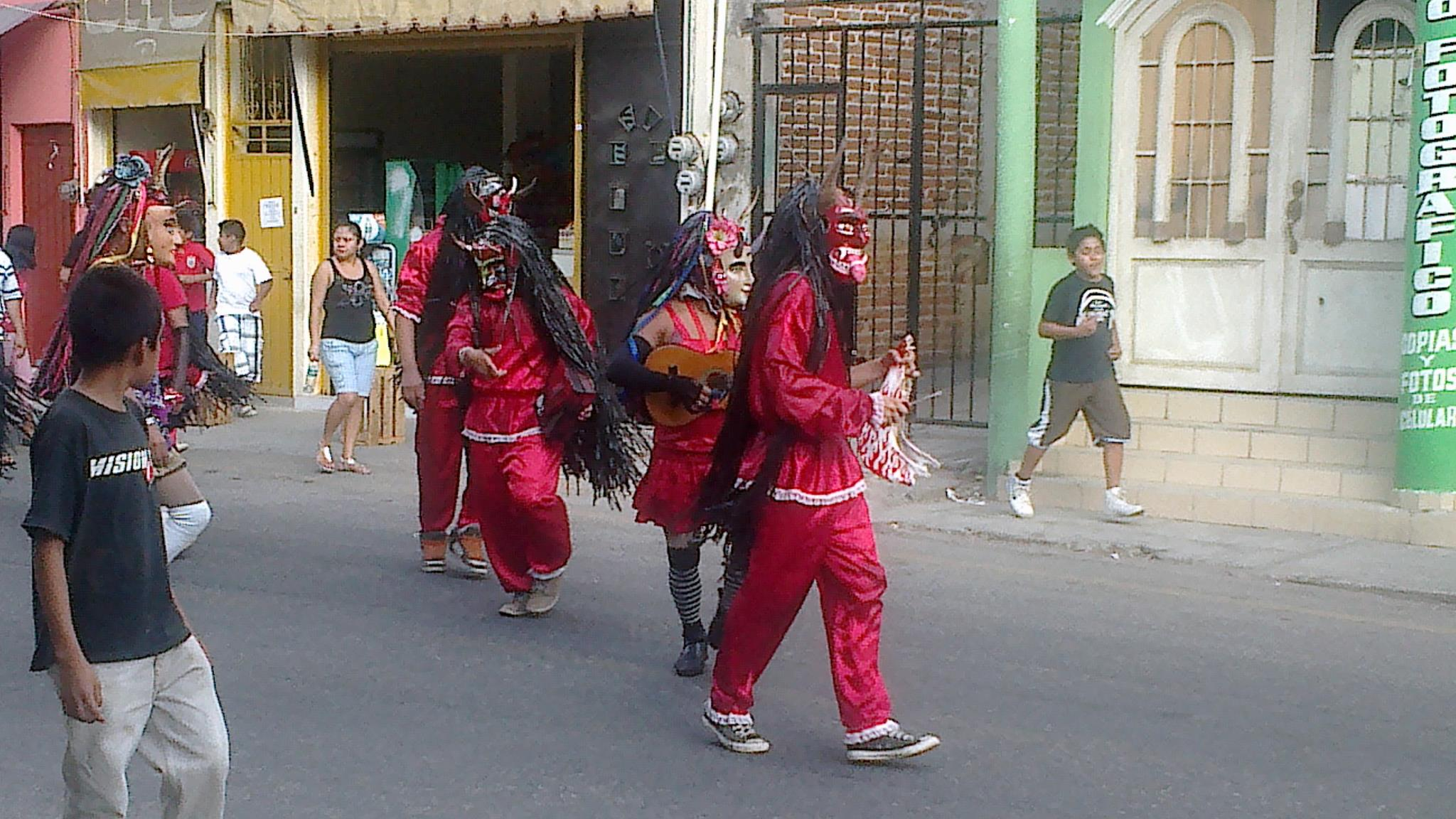

Los orígenes de esta danza se encuentran en la época de la colonia, como una forma de evangelización de los indígenas al cristianismo, para la enseñanza de valores como el bien y el mal; Esta danza predomina en la región centro del Estado de Guerrero, se integra de 15 a 21 participantes, que se disponen en dos filas.
Encabeza una de las filas “el diablo mayor (Lucifer)”, quien porta una quijada de burro, la que golpea de manera rítmica y representa el castigo a la gula y al hurto; su atuendo se distingue por la máscara, que es más grande y terrorífica, y por considerarse el demonio más poderoso. Porta además espada al cinto y cetro.
La otra fila la encabeza “la diabla”, quien con una guitarra lleva una tonadilla musical que es la que sirve de acompañamiento a la danza y representa el castigo al vicio y a la lujuria; El vestuario de las diablas es variado en cuanto a color y estilo, sin perder el modelo genérico de mucho brillo y colores encendidos, lucidor y vistoso. Su máscara representa la cara de una mujer juvenil y contrasta ésta con la de los diablos en su cornamenta, en la cabeza llevan una cabellera de ixtle pintada en colores.
Al centro “la muerte” que representa el fin de la vida mundana, viste un traje negro, entallado y pintado con rayas blancas, las cuales simulan los huesos descarnados. Su máscara representa a la vez una calavera riéndose y porta una guadaña.
Otro de los diablos lleva una cajita de madera que hace sonar también rítmicamente y que significa el castigo de la avaricia, el orgullo y el dinero mal habido. Existe un personaje llamado “el tiempo”, quien representa a un anciano que se cubre con harapos que cuelgan de su cuerpo; su máscara es de tipo antropomorfo, adornada con largas crines de caballo, las cuales cuelgan a manera de bigotes y barba, portando asimismo su guadaña.
Los demás integrantes son parejas de diablos, diablas, ángeles y sin faltar en ellos de dos a cuatro bufones llamados “huesquixtles”, su vestuario se compone de calzoncillo corto y holgado, de tela de color chillante, sujeto en las rodillas y cintura con jareta; camiseta con mangas largas y la falda metida en el calzoncillo, Las máscaras representan las caras de animales cuadrúpedos, lo cual queda al gusto del danzante; Además usan gorro de tela de color en forma de cono largo, de cuyo vértice cuelga una borla de estambre y éste es echado hacia atrás, dicho gorro se complementa con un par de cuernos, zapatos y medias.
En el municipio de Juan R. Escudero esta danza se ejecuta principalmente en la Feria Regional Guadalupana, durante las peregrinaciones realizadas del 1 al 12 de diciembre, en la cabecera municipal, “Tierra Colorada”. Y se conocen vulgarmente como “Charracachinchis” debido al ritmo y sonido emitido al ejecutarla.

Otras Danzas:
En las festividades municipales, además de las antes descritas se ejecutan diversas danzas como: Los manueles, los tlacololeros, moros y cristianos, los pescadores, el tecuan, los diablos negros, los chínelos de Morelos, los viejitos de Michoacán etc.

Chile Frito:

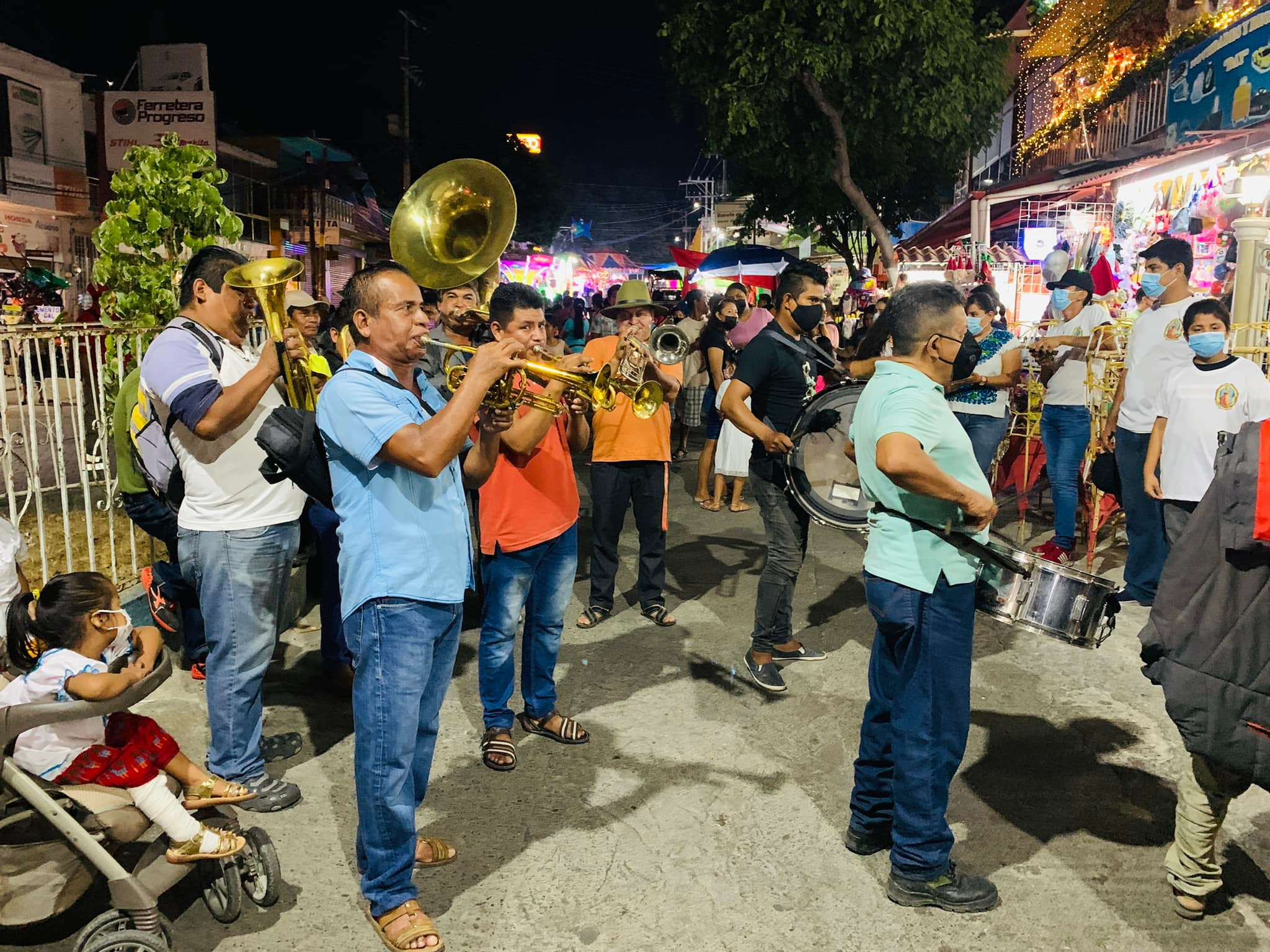

En todos los rincones de México solo hace falta un pequeño pretexto para hacer una fiesta, sin embargo, en los estados de Guerrero y Oaxaca hay una tradición musical muy especial llamada “chile frito”; Se les llama así a las bandas de viento porque en un principio eran totalmente arrítmicas y desafinadas, con el paso de los años y el gusto, la ejecución de la música mejoro bastante, pero el nombre se les quedó.
En el municipio de Juan R. Escudero las bandas de chile frito son del pueblo, por lo que las puedes encontrar en los festejos más populares como fiestas patronales, matrimonios, bautizos, aniversarios, etc., incluso en ceremonias fúnebres, religiosas y solemnes, los géneros más socorridos que se interpretan son: chilenas, sones, corridos, boleros, cumbias, así como la adecuación de otros géneros actuales que van incorporando a su repertorio; Algo característico de las bandas de chile frito es la utilización de trompetas, trombones, tuba, tambora y tarolas.

## Festividades y Tradiciones
Fiestas Patronales:
Cada localidad y colonia del municipio de Juan R. Escudero, tienen su propia fiesta patronal, en donde conmemoran a un santo con actividades religiosas como misas, novenarios, velaciones y peregrinaciones, además en el marco de las festividades se organizan actividades sociales, deportivas, culturales y de entretenimiento como: corridas de toros (jaripeos), carreras de caballos, torneos deportivos, demostraciones folclóricas, juegos mecánicos, fuegos pirotécnicos (cohetes, bombas, toritos y castillos) sin faltar las enrramadas y los bailes populares amenizados por los grupos musicales más sonados de la región.

Feria Regional Guadalupana:
En la ciudad de Tierra Colorada, cabecera municipal de Juan R. Escudero, se realiza la Feria Regional Guadalupana del 1 al 12 de diciembre, dentro de las actividades religiosas destacan: las mañanitas, donde las familias día con día se organizan para cantarle a la virgen al pie del altar, durante el alba; Las peregrinaciones, toca a las comunidades vecinas, que en procesión visitan la parroquia al medio día; las tardecitas, los diferentes sectores, gremios y organizaciones del municipio, realizan procesiones durante la tarde noche, con coloridos carros alegóricos, toritos pirotécnicos y danzas.
Durante los primeros días del mes de diciembre, en el marco de las festividades de la Feria Regional Guadalupana, se realiza el paseo del pendón, donde participan con demostraciones folclóricas y culturales, las comunidades y colonias del municipio, municipios invitados, instituciones educativas, los gremios y organizaciones, para anunciar el inicio del teatro del pueblo y las actividades sociales, deportivas, culturales y de entretenimiento como: corridas de toros (jaripeos), carreras de caballos, torneos deportivos, juegos mecánicos, fuegos pirotécnicos (cohetes, bombas, toritos y castillos) sin faltar la enrramada y los bailes populares amenizados por los grupos musicales más sonados de la región.

Enrramada:
La enrramada es un espacio dentro de la feria, donde tocan las bandas de chile frito, para que los asistentes puedan apreciar y bailar, se le llama así debido a su estructura, hecha con palos o barrotes, que soportan un techo forrado con ramas de palmera; los administradores de la enrramada colocan sillas y mesas, atendidas por mujeres (mesilleras) quienes ofrecen la venta de bebidas alcohólicas y están dispuestas a bailar una pieza a cambio de una propina.
También se les conoce como enrramadas a los restaurantes ubicados sobre la rivera de los ríos Omitlan y Papagayo.

Huentli (Paseo del Guajolote):
En las comunidades del municipio de Juan R. Escudero, durante los preparativos de un enlace matrimonial, los padres del novio ofrendan a los de la novia con una ceremonia llamada “huentli”, que consta del paseo de un Guajolote; Donde los Familiares, amigos y demás invitados del futuro esposo (consolantes), parten de la casa de los padres del novio y llevan consigo canastos de pan, cazuelas de mole, cartones de cerveza, rejas de refresco, botellas de mezcal etc., bailando la pieza musical Xochipitzahuatl "Flor Menudita" al son de la música de viento (chile frito), hasta llegar a la casa de los padres de la novia y obsequiarles todos los productos a modo de consolación.

Despedida de soltera (Paseo del Burro):
En Juan R. Escudero, principalmente en la cabecera municipal “Tierra Colorada” y localidades de la zona centro, alguna noche previa a un enlace matrimonial, las amistades de la novia por lo general mujeres, organizan sorpresivamente una despedida de soltera, que consta de un paseo a la futura esposa  por las calles del pueblo, montada en un burro decorado con papeles o telas coloridas, arrastrando latas o botellas, mientras las acompañantes bailan al son de la música de viento (chile frito) y llevan consigo, escobas, trapeadores y utensilios de cocina, simulando la forma de la virilidad masculina.